# ذا نيبرهود
ذا نيبرهود (بالإنجليزية: The Neighbourhood، وتُكتب أحيانًا ذا إن إتش بي دي (The NBHD)) هي فرقة روك أمريكية بديلة تشكلت في نيوبري بارك، كاليفورنيا، في عام 2011. تتألف الفرقة من المطرب جيسي رذرفورد وعازفي الجيتار جيريمي فريدمان وزاك أبيلز وعازف الجيتار ميكي مارغوت وعازف الطبول براندون ألكسندر فريد. بعد إصدار ألبومين قصيرين، آيم سوري... وثانك يو، أصدرت الفرقة أول ألبوم كامل لها آي لوف يو في 23 أبريل 2013، عبر تسجيلات كولومبيا. في نفس العام، تم إصدار ألبوم مطول "ذا لوف كولكشن"؛ وفي نوفمبر 2014، شريط مختلط بعنوان #000000 و #FFFFFF. ألبوم ثان، وايبد أوت! تم إصداره في 30 أكتوبر 2015. في 9 مارس 2018 ، صدر ألبوم استوديو ثالث بعنوان سيلف تايتلد، سبقه إصدار اثنين من الألبومات القصيرة في 22 سبتمبر 2017، والتي كانت متواجدة لفترة وجيزة على ترتيب بيلبورد 200، و تو إماجن في 12 يناير 2018. بعد إصدار الألبوم، تم جمع المقطوعات من المسرحيات الممتدة غير المدرجة في قائمة الأغاني النهائية في ألبوم قصير آخر، هارد تو إماجن.